# Transnationell brottslighet
Transnationell brottslighet är beteckningen som används i folkrätten för ett slag av internationell brottslighet, där brottet begås i mer än ett land, begås i ett land men planeras i ett annat, begås i ett land av medlemmar i en sammanslutning som även verkar i ett annat land, eller begås i ett land men substantiellt påverkar ett annat land.
Beteckningen härrör från United Nations Convention against Transnational Organized Crime från år 2001. Men transnationell brottslighet avses som regel grov sådan som begås av en strukturerad grupp för ekonomisk vinnings skull. I synnerhet den transnationella organiserade brottsligheten har fokuserats av FN, en brottstyp som folkrätten skiljer från terrorism som i stället för ekonomisk vinning begås av politiska skäl. Vissa länder har tolkat FN-deklarationen lite olika: Nederländerna tolkar transnationell brottslighet som sådan som allvarligt påverkar samhället. Ibland snävas definitionen in ytterligare, och transnationell organiserad brottslighet avser då förutom ovan angivna betydelse, även att brottets sammantagna konsekvenser påverkar samhällets säkerhet och trygghet.
Den transnationella organiserade brottsligheten består av olika slag av brott:
- Smuggling av narkotika från Asien, vilket utgör den största andelen brott
- Människohandel och människosmuggling
- Vapensmuggling
- Penningtvätt
- Övriga brott, till exempel rån, annan smuggling, och kontraktsmord.

FN-konventionen fastslår att medlemsstaterna ska fullgöra sina plikter angående transnationell brottslighet, utan att kränka andra länders suveränitet, och att alla medlemsstater måste agera juridiskt mot dessa slag av brott, bland annat genom att stoppa nationell korruption.

## Interpol
Förutom de nationella insatserna, arbetar Interpol sedan dess bildande 1914 mot transnationell brottslighet. Interpols brottsrubriceringar är betydligt fler än hur medlemsstater tolkar FN-stadgan, bland annat genom att Interpol engagerar sig mot terrorism, brott mot mänskligheten, miljöbrott och folkrättsbrott. Interpols arbete med transnationell organiserad brottslighet är indelad i fem områden:
- Project Millennium: om eurasisk organiserad brottslighet.
- Project AOC: om asiatisk brottslighet
- Project Scream: om transnationella seriemördare och våldtäkt
- Project Bada: om sjöröveri
- Project Pink Panthers: om organiserad brottslighet, framför allt rån, från forna Jugoslavien.